# Küçükkaynarca, Kaynarca
Küçükkaynarca là một xã thuộc huyện Kaynarca, tỉnh Sakarya, Thổ Nhĩ Kỳ. Dân số thời điểm năm 2008 là 156 người.